# Kenji Tomiki
Kenji Tomiki (富木 謙治  ; 15. ožujka 1900. – 25. prosinca 1979.), japanski majstor borilačkih vještina. Izravni je učenik Moriheija Ueshibe i Jigora Kana. Nositelj je 8. Dana u aikidu i 8. Dana u judo-u. Osnivač je škole Shodokan aikido.

## Životopis
Kenji Tomiki je bio jedan od prvih učenika osnivača aikida Moriheija Ueshiba s početka 1926. godine, a također i Jigora Kana, osnivača džuda.  Godine 1928. dobio je 5. Dan u džudu, a sljedeće godine (1929.) predstavljao je Miyagi prefekturu na prvom džudo turniru održanom pred carem - ovaj turnir postao je All-Japan turnir sljedeće godine. Od 1936. do kraja Drugog svjetskog rata živio je u Mandžuriji, gdje je podučavao Aiki-Budo (prethodni naziv za aikido) županijskoj vojsci i carskoj agenciji za domaćinstvo. Godine 1938. postao je docent na sveučilištu Kenkoku u Mandžuriji. Godine 1940. dobio je 8. dan u aikidu. Nakon povratka s trogodišnjeg stažiranja u Sovjetskom savezu, dugi niz godina je predavao aikido i džudo na Sveučilištu Waseda. Tamo je formulirao i proširio svoje teorije o metodama vježbanja na bazi kata i o posebnom obliku borbe u slobodnom stilu koji ga je doveo u sukob s mnogim u svijetu aikida.
Upravo je pokušaj Tomikija da aikido pretvori u šport doveo do raskola s osnivačem aikida Moriheijem Ueshibom i Aikikaijem. Aikikai je Tomikija nagovarao da svoju vještinu nazove bilo kojim drugim imenom, samo da se ne zove aikido. To se naravno odnosilo ako Tomiki namjerava uvesti sustav natjecanja u aikido. Uvjeren u potrebu modernizacije aikida, Tomiki je ustrajao u svojim ciljevima na razvijanju održivog oblika natjecanja u aikidu.
Godine 1953. Tomiki je zajedno s još devet instruktora borilačkih vještina odabran za obilazak američkih zračnih snaga u SAD. Tako je bio prvi aikido instruktor koji je posjetio SAD.
U svijetu džuda, Tomiki je možda najpoznatiji razvoju Kodokan Goshin Jutsu kata. Njegovo djelo Džudo (1956.), smatra se klasikom. Dodatak u toj knjizi o aikidu, smatra se prvim tekstom o aikidu na engleskom jeziku.
Godine 1967. Tomiki je otvorio svoj Shodokan dođo, koji je koristio kao mjesto za testiranje svojih teorija o aikidu. Godine 1970. godine povukao se sa Sveučilišta Waseda i iste godine predsjedao prvim All-Japan studentskim aikido turnirom.
Godine 1974. osnovao je Japansku aikido asocijaciju (JAA), koja je nastala od ranije istoimene organizacije koja je promovirala njegove teorije. Kenji Tomiki je 28. ožujka 1976. osnovao novi dođo za Shodokan aikido u Osaki. Ovaj dođo trebao je funkcionirati kao sjedište Japanske aikido asocijacije, a Tomiki je bio njegov prvi direktor. Godine 1978. dobio je 8. dan u džudu.
Kenji Tomiki umro je 24. prosinca 1979. godine, ostavivši svog najbližeg učenika Hideo Ohba na čelu Japanske aikido asocijacije (JAA).

## Vanjske povezice
- Kenji Tomiki  Arhivirana inačica izvorne stranice od 15. studenoga 2019. (Wayback Machine)ž